# کودا باخوی
کودا باخوی (گرجی: ქვედა ბახვი) یک روستا در شهرداری ازورگتی ناحیه گوریا در غرب گرجستان است.